# De christelijke zorgverzekeraar
De christelijke zorgverzekeraar (voorheen Pro Life Zorgverzekeringen) is sinds 3 november 2022 een van de twee Nederlandse zorgverzekeraars die vanuit een christelijke levensopvatting werkt. Directeur is Jos Leijenhorst.

## Geschiedenis
De wortels van De christelijke zorgverzekeraar liggen in Katwijk, waar in 1923 vereniging De Verpleging werd opgericht. Een lokale vereniging voor ziekenhuisverpleging met een eigen ambulance. De naam werd later afgekort tot DVZ dat vertaald werd naar de merkwaarden: dienend, verantwoord en zorgzaam. 
De verzekerde zorg werd steeds uitgebreider en duurder. En de wettelijke eisen werden aangescherpt. Daardoor ontstond de behoefte van DVZ om aan te sluiten bij een grotere organisatie. Dat leidde in 1997 tot aansluiting bij Zilveren Kruis, onderdeel van Achmea. 
In 1986 werd Pro Life zorgverzekeringen opgericht. Aanleiding hiervoor was de 2 jaar eerder ingevoerde Wet afbreking zwangerschappen. Onder voorwaarden werd abortus toegestaan in ons land. Het leidde tot oprichting van Pro Life Zorgverzekeringen waarbij men elkaar vindt in de christelijke levensopvattingen. Het was een product van Agis Zorgverzekeringen, dat in 2007 een onderdeel was geworden van Achmea. 
Op 1 juli 2012 gingen Pro Life en DVZ Zorgverzekeringen samen tot Pro Life Zorgverzekeringen. In 2015 ging Agis Zorgverzekeringen echter op in Zilveren Kruis, waardoor De christelijke zorgverzekeraar sindsdien onder het Zilveren Kruis valt.
In 2023 werd de naam veranderd van Pro Life Zorgverzekeringen naar De christelijke zorgverzekeraar.

## Adviesraad
De inhoud van de De christelijke zorgverzekeraar polissen voor de aanvullende zorg wordt beoordeeld door de adviesraad die bestaat uit deskundigen op medisch, ethisch, politiek en economisch gebied. Deze raad stond van 2006 tot 2??? onder voorzitterschap van Gert van den Berg (1935-2024), destijds lid van de Eerste Kamer voor de SGP en oud-directeur van de Nederlandse Patiëntenvereniging (NPV).